# Old fashioned
L'Old fashioned est un cocktail à servir en apéritif, composé d'un sucre imbibé d'amer (type angostura) auquel on ajoute du whisky. Il est traditionnellement servi avec un gros glaçon dans un verre à whisky de type tumbler auquel il a donné son nom : le verre old fashioned.
C'est un cocktail officiel de l'IBA, et l'une des six boissons de base énumérées par David A. Embury (en) dans son livre The Fine Art of Mixing Drinks (en).

## Histoire
La plus ancienne définition du mot « cocktail » apparaît en 1806 dans l'hebdomadaire Balance and Columbian Repository : « Une liqueur stimulante, composée de n'importe quel alcool fort, de sucre, d'eau et d'amer. ».

Le « Whiskey Cocktail » est défini en 1862 par Jerry Thomas comme composé de deux traits d'amer Boker's, quatre traits de sirop de gomme et le contenu d'un verre de vin de whisky ; cette mixture était alors secouée avec de fins glaçons puis filtrée dans un verre de vin rouge avant d'être recouverte d'un zeste de citron.
En 2005, un article du C-J place la création de l'Old fashioned aux alentours de 1880 à Louisville, dans un club privé. Son créateur, le colonel James E. Pepper (en), en aurait ensuite apporté la recette au Waldorf-Astoria.
En 2015, le maire de Louisville le reconnait comme le cocktail officiel de la ville.

## Dans la culture populaire
L’Old fashioned est la boisson favorite du personnage de Don Draper de la série Mad Men. L'apparition dans cette série a coïncidé avec la résurgence de l’intérêt des consommateurs pour cette boisson « oubliée ».
C'est également la boisson préférée de Jacob Palmer (joué par Ryan Gosling) du film Crazy, Stupid, Love.
Le Chacal en commande aussi dans la série avec Eddie Redmayne, The day of the Jackal.